# حبيشة (مسورة)

تعديل مصدري - تعديل

حبيشة هي إحدى قرى عزلة دماج بمديرية مسورة التابعة لمحافظة البيضاء، بلغ تعداد سكانها 21 نسمة حسب تعداد اليمن لعام 2004.